# Coryphantha durangensis
Coryphantha durangensis, conocido comúnmente como biznaga Partida de Durango, es una especie de planta suculenta perteneciente al género Coryphantha, dentro de la familia Cactaceae. Es endémica del noreste de México (concretamente de los estados mexicanos de Durango y Coahuila) y su ciclo generacional es de unos diez años.

## Descripción

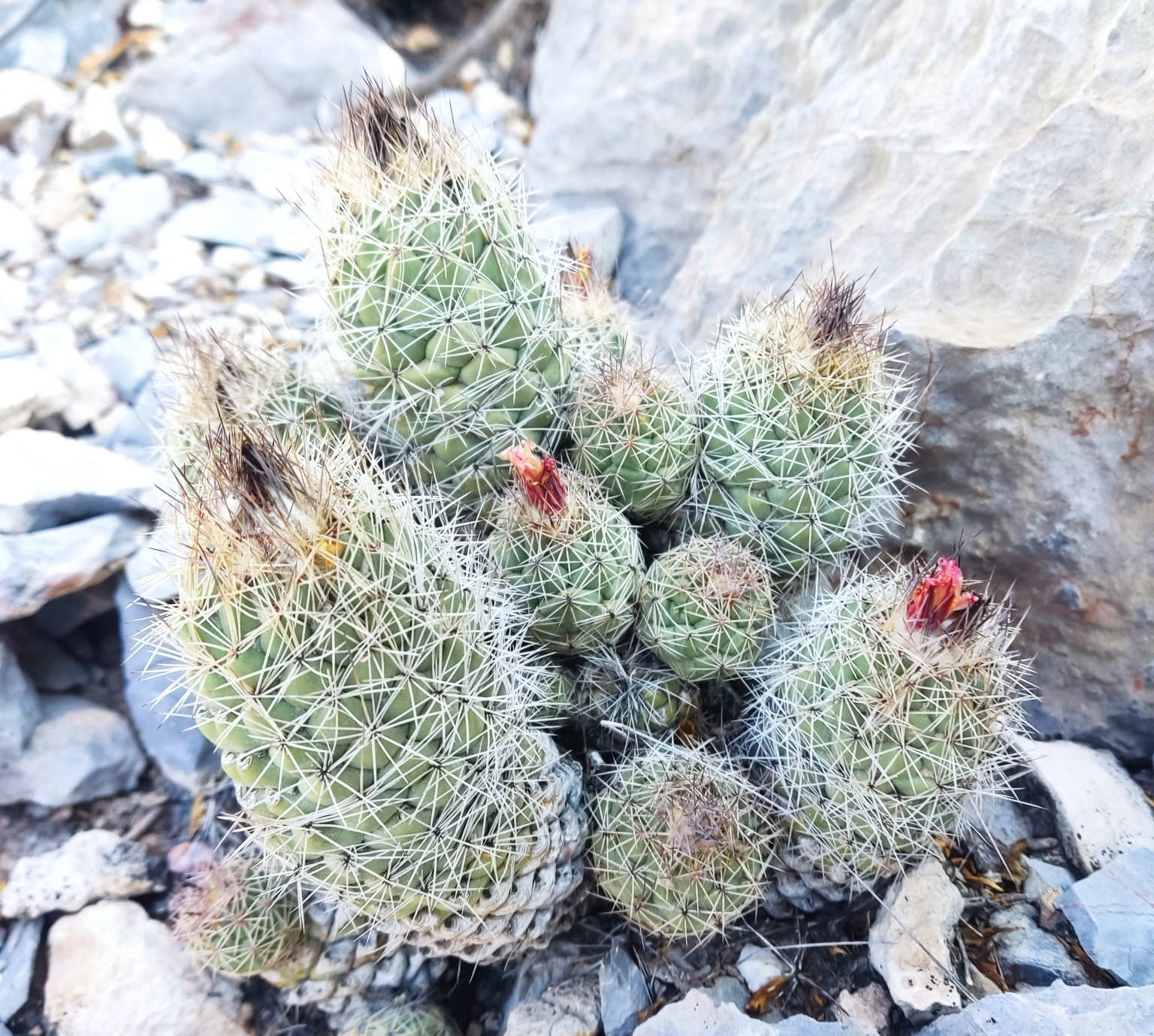
Plantas creciendo en grupo

Coryphantha durangensis es una especie de cactus pequeño que se ramifica y forma pequeños grupos. Los tallos tienen una forma que va de esférica a cilíndrica corta, con la epidermis de color azul grisáceo claro o verde grisáceo y el ápice cubierto de lana blanca. Miden de 5 a 15 cm de alto y de 3,5 a 5 cm de diámetro.
Los tallos están cubiertos de tubérculos ligeramente comprimidos y las axilas tienen lana densa blanquecina. En la punta de los tubérculos se asientan las areolas, las cuales presentan una única espina central (raramente 3) de color negruzco. Es saliente, tiene forma recta o ligeramente curvada y mide de 1,1 a 1,8 cm de largo. También tienen de 6 a 20 espinas radiales de color blanco, que miden hasta 1 cm de largo.
Las flores van de color blanco a amarillento muy claro, miden hasta 2 cm de largo y alcanzan un diámetro de 2,5 a 3 cm. Sus pétalos a veces tienen las puntas de color púrpura rojizo. Los frutos son verdosos, miden hasta 1 cm de largo y tienen un diámetro de 5 mm.

## Distribución y hábitat

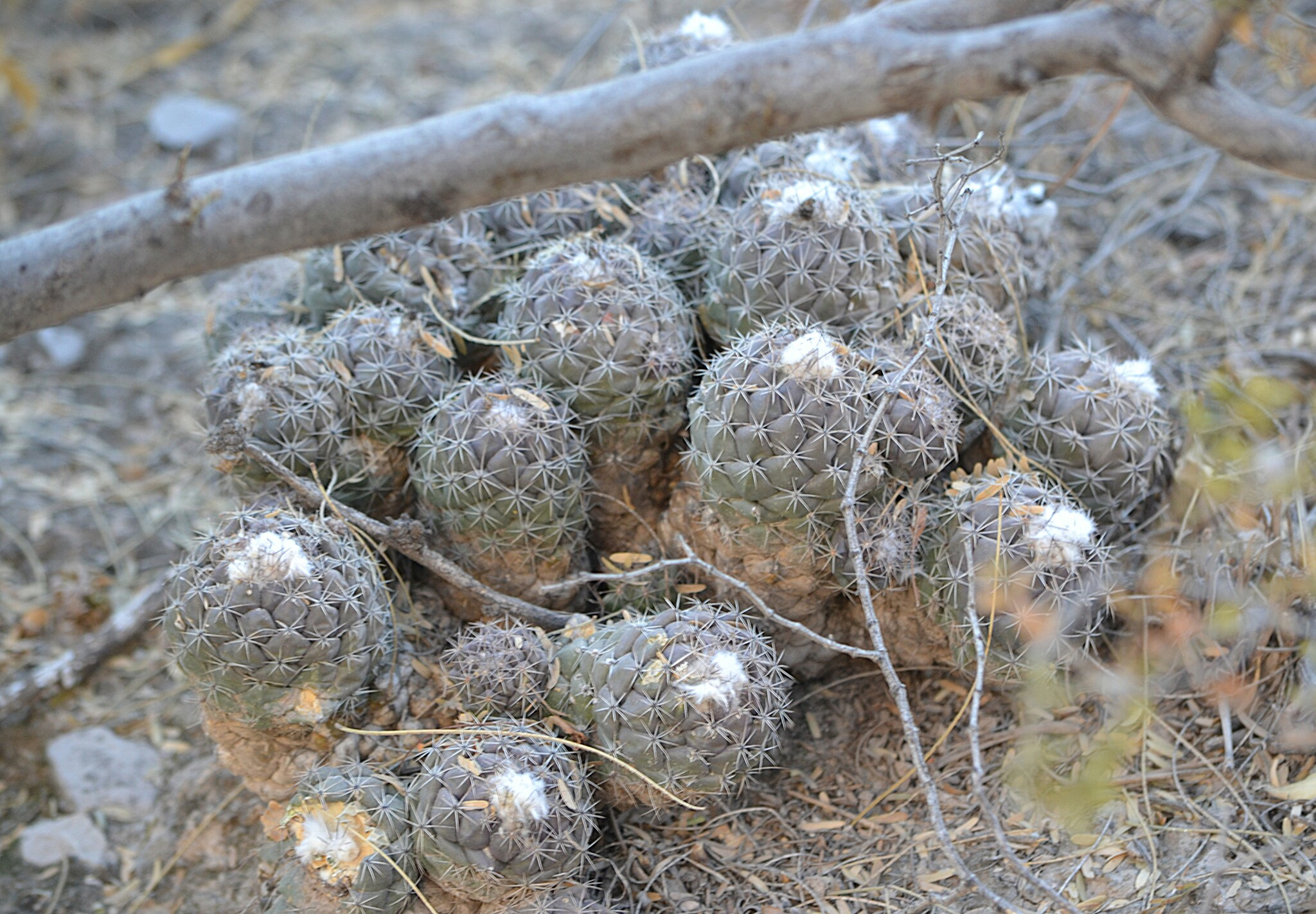
Planta en su hábitat con el ápice lanoso

El área de distribución nativa de esta especie es el noreste de México (concretamente en los estados mexicanos de Durango y Coahuila) y crece principalmente en biomas desérticos o de matorral seco, en las laderas rocosas de colinas volcánicas. 

## Taxonomía
La primera descripción de esta especie fue como Mammillaria durangensis, publicada en 1898 por los botánicos estadounidenses Nathaniel Lord Britton y Joseph Nelson Rose en el libro Gesamtbeschreibung der Kakteen: 478.
Posteriormente, los botánicos estadounidenses Nathaniel Lord Britton y Joseph Nelson Rose colocaron la especie en el género Coryphantha, pasando a llamarse Coryphantha durangensis y anotando estos cambios en el libro The Cactaceae; descriptions and illustrations of plants of the cactus family 4: 42 en el año 1923.
Etimología
- Coryphantha: nombre genérico que deriva del griego coryphe (que significa 'cima' o 'cabeza'), y anthos (que significa 'flor'), haciendo referencia a que las flores aparecen en el ápice de los tallos.
- clavata: epíteto geográfico que hace referencia al estado mexicano de Durango, lugar donde se descubrió la especie.[4]

### Subespecies
Actualmente se distinguen tres subespecies:
| Imagen | Subespecie                                                             | Distribución                           |
| ------ | ---------------------------------------------------------------------- | -------------------------------------- |
|        | Coryphantha durangensis subsp. cincomayoensis Matusz. & Šnicer         | Noreste de México (Coahuila)           |
|        | Coryphantha durangensis subsp. cuencamensis (L.Bremer) Dicht & A.Lüthy | Noreste de México (Durango)            |
|        | Coryphantha durangensis subsp. durangensis                             | Noreste de México (Durango y Coahuila) |

Sinonimia
- Sinónimos de Coryphantha durangensis subsp. cincomayoensis: (no tiene)
- Sinónimos de Coryphantha durangensis subsp. cuencamensis:
  - Coryphantha cuencamensis L.Bremer, 1980

- Sinónimos de Coryphantha durangensis subsp. durangensis: (no tiene)

## Estado de conservación

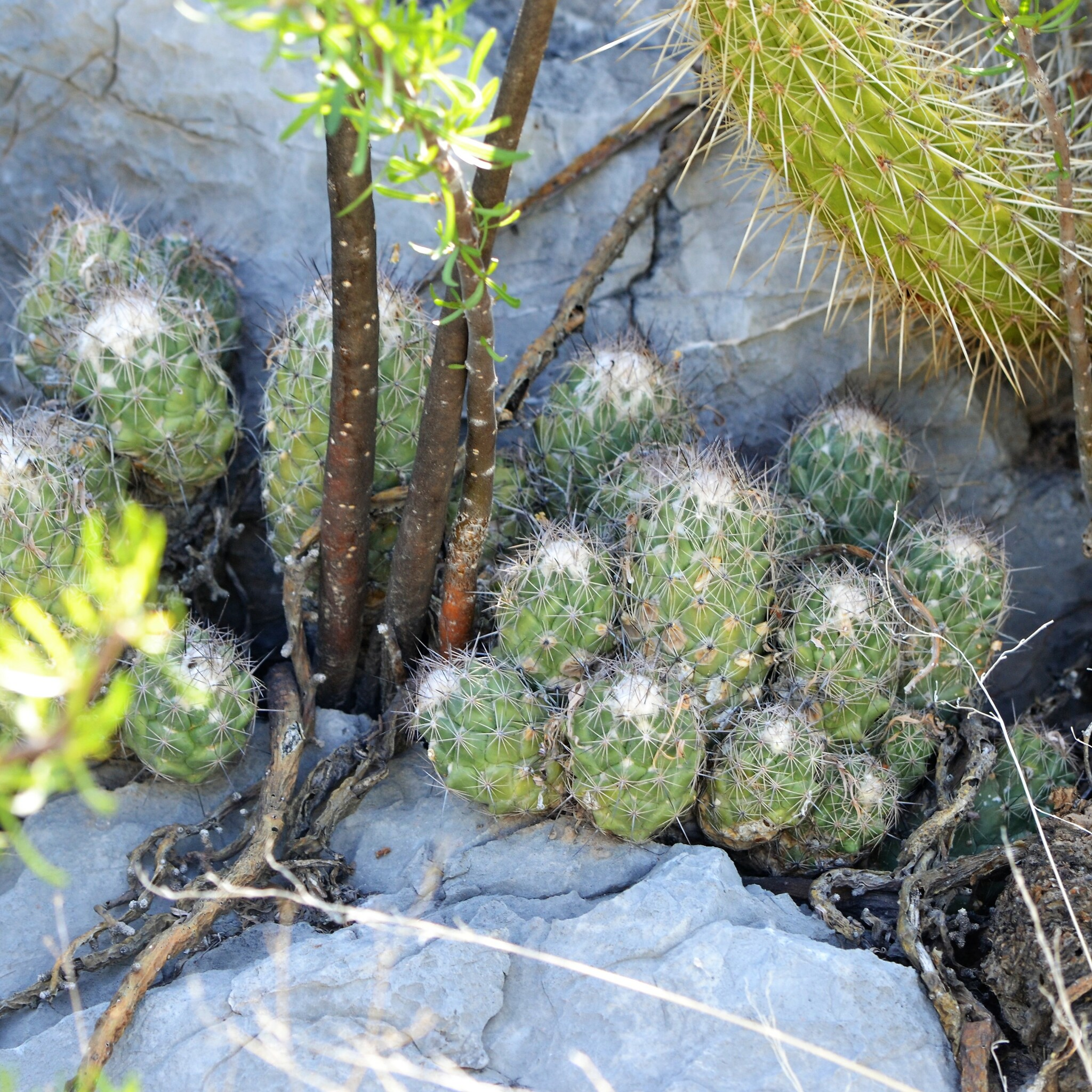
Planta conviviendo con otras especies

En la Lista Roja de Especies Amenazadas de la UICN, la especie está clasificada como de “Preocupación Menor (LC)”.
No se conocen amenazas importantes para la conservación de esta especie, sin embargo, la zona en la que se desarrolla está altamente industrializada, por lo que algunas subpoblaciones se han visto afectadas por la pérdida de hábitat debido a la expansión urbana y las actividades agrícolas.

## Usos
Se cultiva principalmente como planta ornamental y su propagación se realiza a través de esquejes o semillas.